# سد نیروگاه ابی زونگرو
سد نیروگاه ابی زونگرو (به لاتین: Zungeru Hydroelectric Power Station) یک نیروگاه برقابی در نیجریه است که در Zungeru, Niger State واقع شده‌است.